# Concert per a piano (Khatxaturian)
El Concert per a piano en re bemoll major d'⁣Aram Khatxaturian, op. 38, va ser compost l'any 1936. Va ser escrit per a Lev Oborin, que el va estrenar a Moscou el 12 de juliol de 1937, amb l'⁣Orquestra Filharmònica de Moscou sota la direcció de Lev Steinberg. Té una durada d'uns 35 minuts.
El Concert per a piano va ser el primer dels tres concerts que Khatxaturian va escriure per als membres individuals d'un reconegut trio de piano soviètic que van actuar junts des de 1941 fins a 1963. Els altres van ser el Concert per a violí per a David Óistrakh (1940) i el Concert per a violoncel per a Sviatoslav Knuixevitski (1946).
L'únic piano disponible per a l'estrena era un piano vertical, i l'orquestra només va fer un assaig. El lloc era un escenari a l'aire lliure al parc Sokolniki, i durant l'actuació un fort vent va treure les ulleres de Steinberg, de manera que ja no va poder veure la partitura i va haver de dirigir la resta de memòria. L'estrena britànica va ser el 13 d'abril de 1940, al Queen's Hall, Londres, amb la pianista Moura Lympany (a qui se li va demanar després que Clifford Curzon hagués declinat), dirigida per Alan Bush. Va rebre el seu debut americà el 14 de març de 1942, per Maro Ajemian a la Juilliard School de Nova York, dirigida per Albert Stoessel.

## Estructura
La peça consta de tres moviments:
1. Allegro ma non troppo e maestoso
2. Andante con anima
3. Allegro brillante

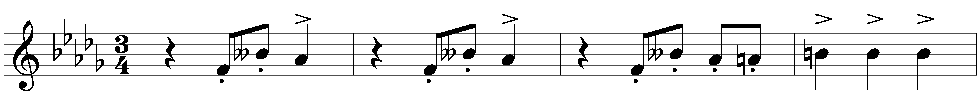
Tema inicial del 1r moviment

El primer moviment, Allegro ma non troppo e maestoso, fa un ús extensiu del tema de tres notes de fa, si♭, i la ♭, il·lustrats a dalt. Encara que s'utilitza el terme "flexatone", el segon moviment, Andante con anima, és una de les poques peces clàssiques que fan ús d'una serra musical, encara que aquest instrument s'omet sovint en les actuacions i enregistraments del concert. El tercer moviment, Allegro brillante, remata la peça d'una manera emocionant.

## Instrumentació
L'obra està escrita per 2 flautes, 2 oboès, 2 clarinets, clarinet baix, 2 fagots, 4 trompes, dues trompetes, tres trombons, tuba, timbales, percussió i cordes.

## Enregistraments
El concert va ser gravat per primera vegada l'any 1945, per Moura Lympany amb l'⁣Orquestra Simfònica de Londres sota la direcció d'⁣Anatole Fistoulari. Va ser gravat l'any següent per William Kapell amb l'⁣Orquestra Simfònica de Boston sota la direcció de Serge Koussevitzky. L'enregistrament de Kapell es va convertir en un dels favorits dels jukebox, i Kapell estava tan associat amb l'obra que sovint se l'anomenava "Khatxaturian Kapell". Lympany i Fistoulari van tornar a gravar l'obra a mitjans dels anys cinquanta. Des de llavors ha estat enregistrat, entre d'altres, per Lev Oborin, Oscar Levant, Peter Katin, Boris Berezovsky, Mindru Katz, Dora Serviarian Kuhn, Constantine Orbelian, Alicia de Larrocha, Leonard Pennario, Lorin Hollander, Gintaras Januševičius, Iyad Sughayer i Alberto. Portugues.